# Мазур Ірина Петрівна
Мазур Ірина Петрівна — український лікар, педагог — доктор медичних наук (2006), професор кафедри стоматології (2008 - 2023), завідувачка кафедри терапевтичної стоматології Національного університету охорони здоров'я України імені П. Л. Шупика, вчений — Лауреат Державної премії України в галузі науки і техніки (2019). Громадський діяч — Президент ГО «Асоціація стоматологів України» (з 2016 р.), Голова Правління Національної Лікарської Ради України (2018—2019). Представник України у Всесвітній федерації стоматологів (FDI) (з 2010 р.). Представник України в Постійному комітеті лікарів Європи (СРМЕ) (з 2017 р.), Представник України у Світовій Медичній Асоціації (WMA) (з 2020 р.), Президент Міжнародної стоматологічної асоціації «Содружество», що об'єднує лікарів стоматологів країн Східної Європи та є афільованим членом Всесвітньої федерації стоматологів (FDI) (2020 - 2024 рр.), Член Міжнародної Стоматологічної Академії (Academy of Dentistry International, ADI) (з 2021 року).

## Біографічні відомості
Народилась у 25 березня 1965 р., в м. Києві, Україна.
1972—1982 рр. навчання в спеціалізованій середній школі з поглибленим вивченням англійської мови № 172 м. Києва.
1982—1983 рр. працювала препаратором на кафедрі хірургічної стоматології Київського медичного інституту імені О. О. Богомольця.
Вища освіта:
1983—1988 рр. Навчання на стоматологічному факультеті Київського медичного інституту імені О. О. Богомольця. Спеціальність «стоматологія», диплом «З відзнакою».
1988—1990 рр. Навчання в клінічній ординатурі на кафедрі терапевтичної стоматології — 2 Київського інституту удосконалення лікарів (нині — Національна медична академія післядипломної освіти імені П. Л. Шупика)
1992—1995 рр. Навчання в очній аспірантурі на кафедрі терапевтичної стоматології — 2 Київського Державного інституту удосконалення лікарів (нині — Національна медична академія післядипломної освіти імені П. Л. Шупика, НМАПО імені П. Л. Шупика)
Робота:
1990—1995 рр. Працювала лікарем-стоматологом поліклініки № 1 Кабінету Міністрів України.
2006—2016 рр. Працювала експертом Державного експертного центру Міністерства охорони здоров'я України.
2010 — по теперішній час. Працює експертом Координаційної ради зі стоматології Міністерства охорони здоров'я України.
2016 — по теперішній час. Експерт клініко-експертної комісії МОЗ України.
2022 — по теперішній час. Стоматологічна клініка «АРБОР»

Науково-педагогічна робота в закладі вищої освіти:
1996—2002 рр. Працювала асистентом кафедри терапевтичної стоматології НМАПО імені П. Л. Шупика,
2002—2007 рр. Працювала доцентом кафедри стоматології НМАПО імені П. Л. Шупика
2007 — 2023 рр. — працювала професором кафедри стоматології Національного університету охорони здоров'я України освіти імені П. Л. Шупика
2010 — 2023  — завідувач відділення удосконалення молодшими спеціалістами з медичною освітою за фахом «Стоматологія» НУОЗ України імені П. Л. Шупика (за сумісництвом).
2023 —по теперішній час — завідувачка кафедри терапевтичної стоматології Національного університету охорони здоровʼя України імені П.Л.Шупика

#### Науково-суспільна робота
·        член спеціалізованої вченої ради Д.26.613.09 за спеціальністю 14.01.22 — стоматологія.
·        член спеціалізованої вченої ради Д 26.613.04 за спеціальністю 15.00.01 — технологія ліків, організація фармацевтичної справи та судова фармація.

## Наукова діяльність
1996 р. Кандидат медичних наук: 14.01. 22 — «Стоматологія», захист дисертаційної роботи на тему «Клінічне та експериментальне застосування „Космолу“ в комплексному лікуванні захворювань пародонта у осіб різного віку і статі», Національний медичний університет імені О. О. Богомольця, м. Київ.
2005 р. присвоєно вчене звання доцента.
2006 р. Доктор медичних наук: 14.01. 22 — «Стоматологія», захист дисертаційної роботи на тему «Клініко-патогенетичні особливості перебігу захворювань пародонта при порушенні системного кісткового метаболізму та їх корекція», Інститут стоматології АМН України, м. Одеса.
1998—2001 рр. Відповідальний виконавець науково-технічної програми Міністерства освіти і науки України — «Розробка нових методів діагностики, профілактики та лікування захворювань пародонта» (договір № 2/1074-97 (ДНТП 02.10/03500), що проводилася сумісно з Інститутом геронтології АМН України.
2008 р. присвоєно вчене звання професора.
2019 р. Лауреат Державної премії України в галузі науки і техніки (Указ Президента України № 4/2020 від 13 січня 2020 року) за роботу «Високотехнологічні методи надання спеціалізованої стоматологічної допомоги в мирний та воєнний час».
Основні напрямки наукової діяльності: розробка нових методів діагностики, лікування і профілактики хвороб пародонта, вивчення взаємозв'язку та взаємообтяження хвороб пародонта та загального здоров'я людини, системних захворювань, вплив структурно-функціонального стану кісткової тканини скелета, застосування системної остеотропної терапії, корекції метаболічних порушень кісткової тканини у комплексному лікування хвороб пародонта.
Активно бере участь у підготовці науково-педагогічних кадрів: науковий керівник 8 кандидатських дисертацій зі стоматології.
Член редакційної ради вітчизняних журналів: «Сучасна стоматологія», «Вісник стоматології», «Клінічна стоматологія», «ДентаКлуб», «Проблеми остеології».
Головний редактор фахового журналу «Oral and General Health» (Україна) (з 2020 р.).
Індекс Google Scholar: https://scholar.google.com.ua/citations?hl=ru&user=El071JUAAAAJ&view_op=list_works&sortby=pubdate [Архівовано 10 квітня 2022 у Wayback Machine.]
ORCID: https://orcid.org/0000-0001-9075-5041 [Архівовано 29 вересня 2020 у Wayback Machine.]
Web of Science ResearcherID: http://www.researcherid.com/rid/P-1836-2015 https://publons.com/researcher/2332706/iryna-p-mazur/ [Архівовано 29 червня 2020 у Wayback Machine.]
NAUKA: https://nauka.gov.ua/researchers/rs.onmRbpe4/

## Міжнародна діяльність
2010 — по теперішній час. Представник України у Всесвітній федерації стоматологів (FDI).
2017 — по теперішній час. Представник України в Постійному комітеті лікарів Європи (СРМЕ).
2020 — по теперішній час. Представник України у Світовій Медичній Асоціації (WMA)
2020 — по теперішній час. Президент Міжнародної стоматологічної асоціації «Содружество», що об'єднує лікарів стоматологів країн Східної Європи та афільованим членом Всесвітньої федерації стоматологів (FDI).
2021 — по теперішній час. Член Міжнародної Стоматологічної Академії (Academy of Dentistry International, ADI).
Виступає з лекціями в Україні, Росії, Білорусі, Молдові, Азербайджані, Грузії.
2012 р. запрошена як візитінг-професор та незалежний міжнародний експерт на державних іспитах до Казахського національного медичного університету імені С. Д. Асфендіярова. Голова державних екзаменаційних іспитів у 2010, 2011, 2013 (НМУ імені О. О. Богомольця).
Член редакційної ради міжнародних фахових журналів — «Стоматология. Эстетика. Инновации» (Білорусь), «Стоматология Казахстана» (Казахстан).
Стажування за фахом «Стоматологія» в Німеччині, Швеції, Росії, ОАЕ, Сінгапур, Іспанія, Швейцарія, Франція.

## Громадська діяльність
2016 — по теперішній час. Президент ГО «Асоціація стоматологів України».
2020 — 2024 рр. Президент Міжнародної стоматологічної асоціації «Содружество».
2018—2019 рр. Голова Правління Національної Лікарської Ради України, з 2020 року — координатор НЛРУ.
2017 — по теперішній час. Член Правління Всеукраїнського лікарського товариства (ВУЛТ).
2017 — по теперішній час. Член Правління Української медичної експертної спільноти (УМЕС).
1999 — по теперішній час. Член громадської асоціації «Українська асоціація остеопорозу».
Організатор і лектор Національних українських стоматологічних конгресів (2012, 2013, 2015, 2017, 2019), з'їздів (2012, 2014, 2016, 2018), конференцій, фахових шкіл. Ініціатор впровадження сучасних ефективних технологій лікування основних стоматологічних захворювань, спрямованих на збереження та підвищення рівня здоров'я порожнини рота українців.
Разом з Асоціацією стоматологів України, Всеукраїнським лікарським товариством, Національною Лікарською Радою України, Українською медичною експертною спільнотою бере активну участь в реформування системи надання медичної та стоматологічної допомоги в Україні, у впровадженні лікарського самоврядування в Україні.

## Публікації
Співавтор 5 монографій «Костная система и заболевания пародонта» (2003, 2004, 2005 роки видання), розділу в монографії «Остеопороз: клиника, диагностика, профилактика и лечение» (2002), «Особливості функції мовлення у стоматології» (2014), «Стоматологія України. Історичні нариси» (2017) http://emed.library.gov.ua/jspui/handle/123456789/169 [Архівовано 13 червня 2021 у Wayback Machine.],
«Українська наукова стоматологічна школа. Історичні нариси» (2020) http://emed.library.gov.ua/jspui/handle/123456789/168 [Архівовано 13 червня 2021 у Wayback Machine.];
Визначні події стоматологічної спільноти України (в документах, статтях, світлинах) : монографія. — Кропивницький: Поліум, 2023. — 576 с. ISBN 978-966-8559-98-3
Стоматологія в період трансформації системи охорони здоров’я України /за редакцією професора Ірини Мазур. – Кропивницький: Поліум, 2024. – 264 с. ISBN 978-617-8112-12-7. УДК 616.31:[614.2:005.4](477)
2 навчальних посібника: «Медсестринство в стоматології: навчальний посібник (ВНЗ І—ІІІ р. а.)» (2017), «Клінічна фармакологія та фармакотерапія в стоматології» (2018, 2019);
довідників: «Стоматологічна допомога в Україні: основні показники діяльності за 2008—2018 роки» (2018) http://emed.library.gov.ua/jspui/handle/123456789/173 [Архівовано 13 червня 2021 у Wayback Machine.], «Стоматологічна допомога в Україні: аналіз основних показників діяльності за 2018 рік: довідник» (2019). http://emed.library.gov.ua/jspui/handle/123456789/170 [Архівовано 13 червня 2021 у Wayback Machine.]  Стоматологічна допомога в Україні: аналіз основних показників діяльності за 2022 рік : довідник. / І. П. Мазур, Л. М. Черненко, О. В. Павленко – Кропивницький: Поліум, 2023. – 104 с.  ISBN 978-617-8112-14-1  
Автор більш 250 наукових робіт, індекс Хірша за Google Shcolar (станом на грудень 2021 рік) становить 17, та і10-індекс — 33..

## Патенти
- http://uapatents.com/patents/mazur-irina-petrivna [Архівовано 1 березня 2018 у Wayback Machine.]

## Нагороди
Нагороджена орденами «Свічки» Міжнародною асоціацією стоматологічного просвітництва (IADP) (2009), «За розбудову України» (2018), «Єдність і Слава» (2018), «Медична Слава України» (2019), «Науковець 2019 року», Почесними грамотами МОЗ України.
Міжнародний «Орден Королеви Анни „Честь Вітчизни“ на срібній зірці» (АДК 000310) за сумлінне служіння Україні та до 1000-ліття народження Анни Ярославівни — Князівни Київської, Королеви Франції, 2020.
Орден «Гордість нації» (посвідчення 087 від 18 березня 2020 р)
Почесна грамота від Президента України (2005—2010 рр.) В. Ющенко «За активну життєву позицію та сумлінну працю в ім'я розвитку Української Держави», 2020.
Почесна грамота від Першого Президента України Л. Кравчука «За активну громадську позицію, вагомий внесок у забезпечення розвитку та процвітання держави, сумлінну працю, високий професіоналізм, незламний патріотизм, любов до України та створення її позитивного іміджу», 2020.

## Джерела

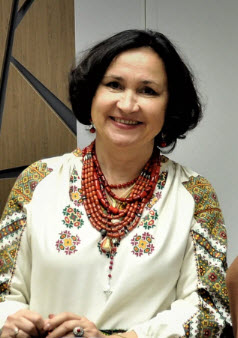
Iryna Mazur